# Championnat de Bahreïn de football 2009-2010
Navigation
Saison précédente Saison suivante
La saison 2009-2010 du Championnat de Bahreïn de football est la cinquante-quatrième édition du championnat national de première division à Bahreïn. Les dix meilleurs clubs du pays sont regroupés au sein d'une poule unique et s'affrontent deux fois au cours de la compétition, à domicile et à l'extérieur. À l'issue de la saison, le dernier du classement est relégué tandis que l'avant-dernier doit disputer un barrage de promotion-relégation face au vice-champion de D2.
C'est Al-Ahli Club qui remporte la compétition, après avoir terminé en tête du classement final, avec un seul point d'avance sur le quadruple tenant du titre, Al Muharraq Club et trois sur Riffa Club. C'est le cinquième titre de champion de Bahreïn de l'histoire du club.

## Les clubs participants
| - Al Muharraq Club - Riffa Club - East Riffa - Al Najma Club - Manama Club | - Al-Shabab Club - Busaiteen Club - Al-Ahli Club - Al Hala SC - Malikiya Club |

## Compétition

### Classement
Le classement est établi sur le barème de points classique (victoire à 3 points, match nul à 1, défaite à 0).
| Rang | Équipe            | Pts | J  | G  | N | P  | Bp | Bc | Diff |
| ---- | ----------------- | --- | -- | -- | - | -- | -- | -- | ---- |
| 1    | Al-Ahli Club      | 41  | 18 | 13 | 2 | 3  | 26 | 17 | +9   |
| 2    | Al Muharraq ClubT | 40  | 18 | 13 | 1 | 4  | 38 | 20 | +18  |
| 3    | Riffa ClubC       | 38  | 18 | 12 | 2 | 4  | 36 | 18 | +18  |
| 4    | Al Najma Club     | 32  | 18 | 10 | 2 | 6  | 26 | 17 | +9   |
| 5    | Busaiteen Club    | 23  | 18 | 6  | 5 | 7  | 29 | 23 | +6   |
| 6    | Manama Club       | 18  | 18 | 4  | 6 | 8  | 22 | 32 | -10  |
| 7    | Al-Shabab Club    | 17  | 18 | 5  | 2 | 11 | 19 | 35 | -16  |
| 8    | Al Hala SC        | 16  | 18 | 4  | 4 | 10 | 27 | 31 | -4   |
| 9    | Malikiya Club     | 16  | 18 | 4  | 4 | 10 | 18 | 31 | -13  |
| 10   | East Riffa        | 13  | 18 | 3  | 4 | 11 | 21 | 38 | -17  |

|  | Qualification pour la Coupe du golfe des clubs champions 2011 |
|  | Participation au barrage de relégation                        |
|  | Relégation directe en deuxième division                       |
|  | T : Tenant du titre C : Vainqueur de la Coupe du Bahreïn      |

### Matchs
| Résultats (▼dom., ►ext.) | MHR | BRC | AHL | ERC | BUS | NJM | MNM | SHB | MLK | HLA |
| Al Muharraq Club         |     | 2-1 | 0-1 | 1-0 | 1-0 | 0-1 | 7-3 | 3-2 | 1-1 | 3-0 |
| Riffa Club               | 2-0 |     | 0-1 | 4-0 | 3-2 | 0-1 | 0-0 | 3-0 | 4-1 | 4-3 |
| Al-Ahli Club             | 2-6 | 1-0 |     | 2-0 | 2-0 | 1-0 | 3-1 | 1-1 | 1-0 | 1-0 |
| East Riffa               | 1-2 | 1-3 | 0-3 |     | 3-1 | 2-3 | 2-2 | 2-1 | 0-2 | 2-2 |
| Busaiteen Club           | 2-1 | 1-1 | 1-2 | 4-0 |     | 1-1 | 1-1 | 1-3 | 1-1 | 1-0 |
| Al-Najma                 | 1-2 | 1-2 | 4-0 | 3-1 | 2-1 |     | 1-1 | 1-0 | 3-1 | 2-1 |
| Manama Club              | 0-2 | 2-3 | 2-1 | 1-1 | 0-1 | 2-1 |     | 3-2 | 1-2 | 2-1 |
| Al-Shabab Club           | 1-3 | 0-2 | 1-2 | 1-0 | 0-6 | 0-1 | 1-1 |     | 2-1 | 1-4 |
| Malikiya Club            | 1-2 | 1-2 | 0-0 | 0-3 | 1-4 | 1-0 | 2-0 | 1-2 |     | 0-3 |
| Al Hala SC               | 1-2 | 1-2 | 1-2 | 3-3 | 1-1 | 2-1 | 2-1 | 0-1 | 2-2 |     |

#### Barrage de relégation
Les clubs de Malikiya Club et Al Hala SC terminent à égalité de points à la 8e place, synonyme de maintien. Un barrage est organisé pour les départager et c'est Al Hala qui reste en première division après avoir gagné 3-2.

#### Barrage de promotion-relégation
| Équipe 1      | Résultat | Équipe 2        | Aller | Retour |
| ------------- | -------- | --------------- | ----- | ------ |
| Malikiya Club | 4 - 4    | (D2) Setra Club | 2 - 3 | 2 - 1  |

Les deux clubs se maintiennent dans leur championnat respectif.

## Bilan de la saison
| Championnat de Bahreïn de football 2009-2010                        |                         |
| Champion                                                            | Al-Ahli Club (5e titre) |
| Coupes et trophées                                                  |                         |
| Vainqueur de la Coupe de Bahreïn 2009-2010                          | Riffa Club              |
| Qualifications continentales                                        |                         |
| Coupe de l'AFC 2011                                                 | Aucun                   |
| Coupe du golfe des clubs champions 2011                             | Al-Ahli Club            |
| Coupe du golfe des clubs champions 2011                             | Riffa Club              |
| Promotions et relégations                                           |                         |
| Promus en Bahraini Premier League                                   | Al Hidd Club            |
| Relégués en Championnat de Bahreïn de football de deuxième division | East Riffa              |